# Luke, the Chauffeur
Luke, the Chauffeur  è un cortometraggio muto del 1916 prodotto e diretto da Hal Roach e interpretato da Harold Lloyd.

## Produzione
Il film fu prodotto da Hal Roach per la Rolin Films. È conosciuto anche con il titolo Luke's Taxi.

## Distribuzione
Distribuito dalla Pathé Exchange, uscì nelle sale cinematografiche USA il 29 ottobre 1913.